# Spera
Spera foi uma comuna italiana situada na região do Trentino-Alto Ádige, na província autónoma de Trento. Até 31 de dezembro de 2015, mantinha autonomia administrativa, sendo posteriormente incorporada ao novo município de Castel Ivano como parte de uma reorganização territorial promovida pela região.

## Demografia
Segundo dados do Istituto Nazionale di Statistica (ISTAT), a população residente de Spera era de 539 habitantes em 2011, com uma densidade populacional aproximada de 180 habitantes por km².

## Geografia
A área total da antiga comuna era de 3 km². Spera fazia fronteira com os municípios de Scurelle, Strigno e Samone. Está localizada no vale do Valsugana, em uma região montanhosa do Trentino oriental.